# 범용 프로그래밍 언어
컴퓨터 소프트웨어 분야에서 범용 프로그래밍 언어(general-purpose programming language)는 다양한 도메인의 소프트웨어를 개발하기 위해 설계된 프로그래밍 언어이다. 특정 도메인에서만 사용되는 프로그래밍 언어와 대비된다. 예를 들어, WWW 웹 페이지 작성에 사용되는 HTML은 범용 언어가 아니고, C나 자바와 같은 언어는 다양한 소프트웨어 개발에 사용되므로 범용 언어이다.